# Château du Moutier
Le château du Moutier est un château situé à Bessay-sur-Allier, en France.  

## Localisation
Le château est situé sur la commune de Bessay-sur-Allier, dans le département français de l'Allier.

## Historique
L'édifice est inscrit au titre des monuments historiques en 1971.